# Jan Mlčoch
Jan Mlčoch, né en République tchèque à Prague le 26 février 1953, est un artiste tchèque. Pendant les années 1970, il développe sa démarche artistique à travers l'art corporel.

## Biographie
En 1974 il entreprend l'ascension du mont Kotel, dans des conditions météo très mauvaises, seul. Il en ramène quelques photographies pour preuves. Performance extrême.
La même année il réalise à Prague une autre performance Suspension. Le grand sommeil. L'artiste décrit : "Dans un grand grenier, je me suis suspendu par les mains et les pieds avec une corde en Nylon. Mes yeux étaient recouverts d'une bande de tissu noir et j'avais mis des boules Quies dans mes oreilles"
Dans cette performance, il est coupé de tous stimulus extérieur. Sa vie dépend de ses assistants qui viendront le décrocher. Résistance, conflit, affrontement, dépendance avec le monde auquel il est confronté. Pour Jan Mlčoch, ses performances n'ont pas de finalités artistiques. Ses motifs sont autres. Il questionne l'identité, l'unité.
Sa démarche artistique évolue vers des actions moins introverties qu'à ses débuts, il va amener le public à participer à son projet, notamment dans une installation très duchampienne L'Asile de nuit gratuit (galerie De Appel, Amsterdam, 1980). "J'ai eu l'occasion de travailler ou d'exposer à la célèbre galerie De Appel. J'ai demandé à la direction de transformer l'espace d'exposition en un hôtel gratuit durant toute la durée qui m'était allouée. Lits, couvertures, tables et chaises."
Pour Jan Mlčoch, la photographie servira à conserver une partie de ses actions.
Jan Mlčoch, Petr Štembera et Karel Miler ont marqué l'activité artistique tchèque des années 1970, dans une période appelée "normalisation": un État policier, une Sécurité intérieure toute puissante, une chasse aux dissidents de tous les instants.

## Œuvres Majeures
- Suspension. Le grand sommeil, Prague, 5 octobre 1974, Performance, 1 photographie
- 20 minutes, Prague, 7 décembre 1975, Performance, 1 photographie
- Oiseaux, Prague, 17 mai 1975, Performance, 1 photographie
- La valise de l'émigrant. À travers la mer, galerie Ramont, Varsovie, Pologne, 5 mai 1976, installation, 1 photographie
- L'Asile de nuit gratuit, galerie De Appel, Amsterdam, Hollande, 25 mai - 10 juin 1980, installation, 1 photographie